# Bruno Nogueira
Bruno José Roseira Nogueira (Lisboa, 31 de Janeiro de 1982) é um humorista, actor e apresentador de televisão português.

## Carreira
Apresentou durante 4 anos o programa da SIC Radical Curto Circuito. Porém, foi através da stand-up comedy que se tornou conhecido, em programas como Levanta-te e Ri (2003/2006), Manobras de Diversão (2004/2005) ou Herman SIC (2004/2005). Participou em Sorte Nula, longa-metragem de Fernando Fragata (2004) e foi o apresentador de O Pior Condutor de Sempre (SIC, 2006).
No teatro participou nas comédias Antes Eles do Que Nós, de João Quadros no Teatro São Luiz e Avalanche, de Ana Bola no Teatro Villaret, ambos dirigidos por António Pires em 2006. Em 2007 esteve em cena no Casino Lisboa ao integrar o elenco do espectáculo Os Melhores Sketches dos Monty Python, dirigido por António Feio.
- Participação nos Globos de Ouro com Rui Unas
- Participação no Hora H
- Sapo Challenge RTP
- Os Contemporâneos

Em 2007 começou a apresentar a rubrica Tubo de Ensaio, na TSF, que durou até 2022. Em abril de 2010, estreou e apresentou na RTP1 o talk show Lado B.
Em 2011, Nogueira começou o ano com o seu primeiro papel dramático, na peça Azul Longe nas Colinas, de Dennis Potter e encenada por Beatriz Batarda, no Teatro Nacional D. Maria II, onde contracena com actores como Dinarte Branco, Luísa Cruz ou Albano Jerónimo, entre outros. Na televisão, a RTP1 exibiu Último a Sair, uma série em formato de falso reality show na qual Bruno Nogueira participou como criador, actor e argumentista (juntamente com João Quadros e Frederico Pombares).
Divide a sua carreira entre a televisão e o teatro, onde tem feito várias peças com Marco Martins, Beatriz Batarda, Tiago Guedes, entre outros.
Foi criador da Ideia Original do programa Último a Sair, uma paródia do formato reality show exibido na RTP1, com o qual arrecadou vários prémios, nomeadamente o prémio SPA de Melhor Programa de Entretenimento.
Em 2013, foi criador e protagonista da série Odisseia, com Gonçalo Waddington, na RTP1.
Em agosto de 2015, regressa à SIC com o programa Som de Cristal onde acompanha vários cantores do universo da música pimba.
Apresenta o espetáculo Deixem o Pimba em Paz, feito com o objectivo de desconstruir as melodias e o universo lírico do universo da música pimba, juntamente com Manuela Azevedo (vocalista dos Clã), Nuno Rafael, Filipe Melo e Nelson Cascais, espectáculo esse que continua em digressão desde 2013 até à presente data, tendo já percorrido mais de 80 salas em todo o país. Em 2016 apresenta o espectáculo no Terreiro do Paço, para mais de 30 mil pessoas. O espectáculo já foi editado em disco. Nesse mesmo ano apresentou um programa de rádio diário na Antena 3, de seu nome Mata-Bicho, com parceria de João Quadros. Abandonou a Antena 3 em 2018. Ainda em 2017, estreia o programa Fugiram de Casa de seus Pais, na RTP1, criado em conjunto com Miguel Esteves Cardoso.
Em 2020, Nogueira começa o projeto Como É Que o Bicho Mexe?, uma espécie de late-night show transmitido diariamente, em direto no seu Instagram para os seus seguidores que estavam confinados devido à pandemia COVID-19. Os primeiros "live" começaram no início de março até 15 de maio de 2020. O último episódio terminou com uma arruada pelas ruas de Lisboa e Porto, contando com cerca de 175 mil espectadores em tempo real, sendo o recorde do Instagram em Portugal.
Já em 2021 volta à SIC, com um novo projeto, Princípio meio e fim, que estreia a 11 de Abril e que conta com muitos dos nomes que compunham os seus diretos do Instagram; entre eles os atores Jessica Athayde, Albano Jerónimo e Nuno Lopes, os comediantes Salvador Martinha e Nuno Markl e o músico pianista Filipe Melo.
É cronista na revista Sábado desde Novembro de 2022.

## Vida pessoal
Tem uma filha, Luísa Batarda Fernandes Nogueira, nascida em Lisboa a 10 de novembro de 2014 (10 anos), fruto da sua relação com a actriz Beatriz Batarda.

## Prémios
- Foi galardoado com o Prémio Arco-íris,[6] da Associação ILGA Portugal, pelo seu contributo, enquanto humorista, na luta contra a discriminação e a homofobia.
- Foi galardoado com o Prémio TV 7 Dias para Melhor Programa do Ano, com Lado B.[7]
- Em 2012 ganhou o Prémio de Melhor Programa de Ficção, da Sociedade Portuguesa de Actores, com o programa Último a Sair.

## Filmografia
| Ano       | Título                         | Ator/Apresentador | Argumentista | Canal       |
| --------- | ------------------------------ | ----------------- | ------------ | ----------- |
| 1998      | Os Lobos                       | Sim               |              | RTP         |
| 2001      | Super Pai                      | Sim               |              | TVI         |
| 2002      | Anjo Selvagem                  | Sim               |              | TVI         |
| 2002      | A Minha Família É uma Animação | Sim               |              | SIC         |
| 2003-2005 | Curto Circuito                 | Sim               |              | SIC Radical |
| 2003      | O Meu Sósia E Eu               | Sim               |              | RTP1        |
| 2003      | As Boas Entradas               | Sim               | Sim          | SIC         |
| 2003      | Levanta-te E Ri                | Sim               |              | SIC         |
| 2003–2006 | HermanSIC                      | Sim               |              | SIC         |
| 2004      | Manobras de Diversão           | Sim               |              | SIC         |
| 2004      | Bolas! de Natal                | Sim               |              | SIC         |
| 2006      | O Pior Condutor de Sempre      | Sim               |              | SIC         |
| 2007      | Os Grandes Portugueses         | Sim               |              | RTP1        |
| 2008      | No Tal Hospital                | Sim               |              | RTP1        |
| 2008–2009 | Os Contemporâneos              | Sim               | Sim          | RTP1        |
| 2009      | As Divinas Comédias            | Sim               |              | RTP1        |
| 2009      | Reis da Selva                  | Sim               |              | RTP1        |
| 2010      | Gala das Galas                 | Sim               |              | RTP1        |
| 2010      | Lado B                         | Sim               | Sim          | RTP1        |
| 2011      | Último a Sair                  | Sim               | Sim          | RTP1        |
| 2013      | Odisseia                       | Sim               | Sim          | RTP1        |
| 2015      | Som de Cristal                 | Sim               | Sim          | SIC         |
| 2015–2016 | Uma Nêspera no Cu              | Sim               | Sim          | YouTube     |
| 2016      | Liberdade, Liberdade           | Sim               |              | Globo       |
| 2017–2018 | Fugiram de Casa de Seus Pais   | Sim               | Sim          | RTP1        |
| 2018      | Sara                           | Sim               | Sim          | RTP2        |
| 2020      | Como É Que o Bicho Mexe?       | Sim               | Sim          | Instagram   |
| 2021      | Princípio, Meio e Fim          | Sim               | Sim          | SIC         |
| 2022–2023 | Tabu                           | Sim               | Sim          | SIC         |
| 2025      | Ruído                          | Sim               | Sim          | RTP1        |

## Livros
- Aqui dentro faz muito barulho, Dom Quixote (2023);
- Dores crónicas, Dom Quixote (2024).